# Christiane Endler
Claudia Christiane Endler Martinelli (Santiago de Xile, 23 de juliol de 1991) és una portera de futbol internacional des de 2009 amb Xile. Ha guanyat 1 Copa Libertadores, 3 Aperturas i 2 Clausuras amb el Colo Colo. Va ser la jugadora clau en la tanda de penals que va donar-li al Colo Colo la seua primera Libertadores, parant dos penals, i ha sigut designada com a millor esportista del futbol femení de Xile en 2008, 2009, 2010 i 2015.
La temporada 2016-17 va fitxar pel València CF, equip amb què fou elegida millor porter de la lliga. En finalitzar la campanya, el PSG va fitxar-la per 30.000 euros, el que suposa el primer transpàs del futbol femení a l'Estat Espanyol, i un dels 10 més quantiosos del futbol europeu.
El 16 de juny de 2021, després de 4 temporades a l'equip parisí, Endler es despedeix de l'afició en un missatge a les xarxes socials. En aquest mateix temps se la vincula a l'equip rival del Campionat francès de futbol femení, l'Olympique de Lió.
El 21 de juny de 2021, dies després d'acomiadar-se del PSG, s'anuncia el seu fitxatge per l'Olympique Lyonnais per 3 temporades, és a dir fins al juny de 2024.

## Trajectòria
| Temporades  | Lliga             | Club                 | P  | G | Actualitzat |
| ----------- | ----------------- | -------------------- | -- | - | ----------- |
| 2008 - 2009 | D1                | Unión La Calera      |    |   |             |
| 2010        | D1                | Everton Viña del Mar |    |   |             |
| 2011 - 2012 | D1                | Colo Colo            |    |   |             |
| 2012 - 2013 | D3                | South Florida Bulls  |    |   |             |
| 2014        | D1                | Chelsea FC           | 03 | 0 |             |
| 2015 - 2016 | D1                | Colo Colo            |    |   |             |
| 2016 - 2017 | D1                | València CF          |    |   |             |
| 2017 - 2021 | D1                | PSG                  |    |   |             |
| 2021 - act  | D1                | Olympique de Lió     |    |   |             |
|             |                   |                      |    |   |             |
| 2008        | Selecció sub-20   | Selecció sub-20      | 03 | 0 |             |
| 2009 - act. | Selecció absoluta | Selecció absoluta    | 08 | 0 | 28/07/2015  |

## Palmarès
| Títols — Seleccions nacionals            |      |      |      |      |
|                                          |      |      |      |      |
| Títols — Clubs                           |      |      |      |      |
| 3 Lligues Apertura                       | 2011 | 2012 | 2015 |      |
| 2 Lligues Clausura                       | 2011 | 2012 |      |      |
| Reconeixements — Premis                  |      |      |      |      |
| Millor jugadora                          | 2008 | 2009 | 2010 | 2015 |
| 0 Millor portera de la Copa Libertadores | 2010 |      |      |      |
| Reconeixements — Seleccions de jugadores |      |      |      |      |
|                                          |      |      |      |      |